# Cinchona officinalis
Cinchona officinalis, también llamado quino o árbol de la quina, es una especie de árbol originario de América del Sur, que se encuentra en la selva lluviosa del occidente de la Amazonia y el oriente de la cordillera de los Andes. Su corteza, que es denominada quina, quinaquina o corteza peruviana, posee amplias cualidades medicinales y adictivas al igual que otras especies del género Cinchona. Su nombre vulgar en castellano, según el Diccionario de la Real Academia Española,  es “chinchona” y no “cinchona”. Su nombre viene del pueblo de Chinchón en la Comunidad de Madrid. La planta fue nombrada así en honor de la mujer de Luis Jerónimo Fernández de Cabrera y Bobadilla, conde de Chinchón y virrey del Perú en ese momento. La grafía “cinchona” proviene del italiano, ya que en esa lengua la sílaba escrita “ci” se pronuncia “chi”.

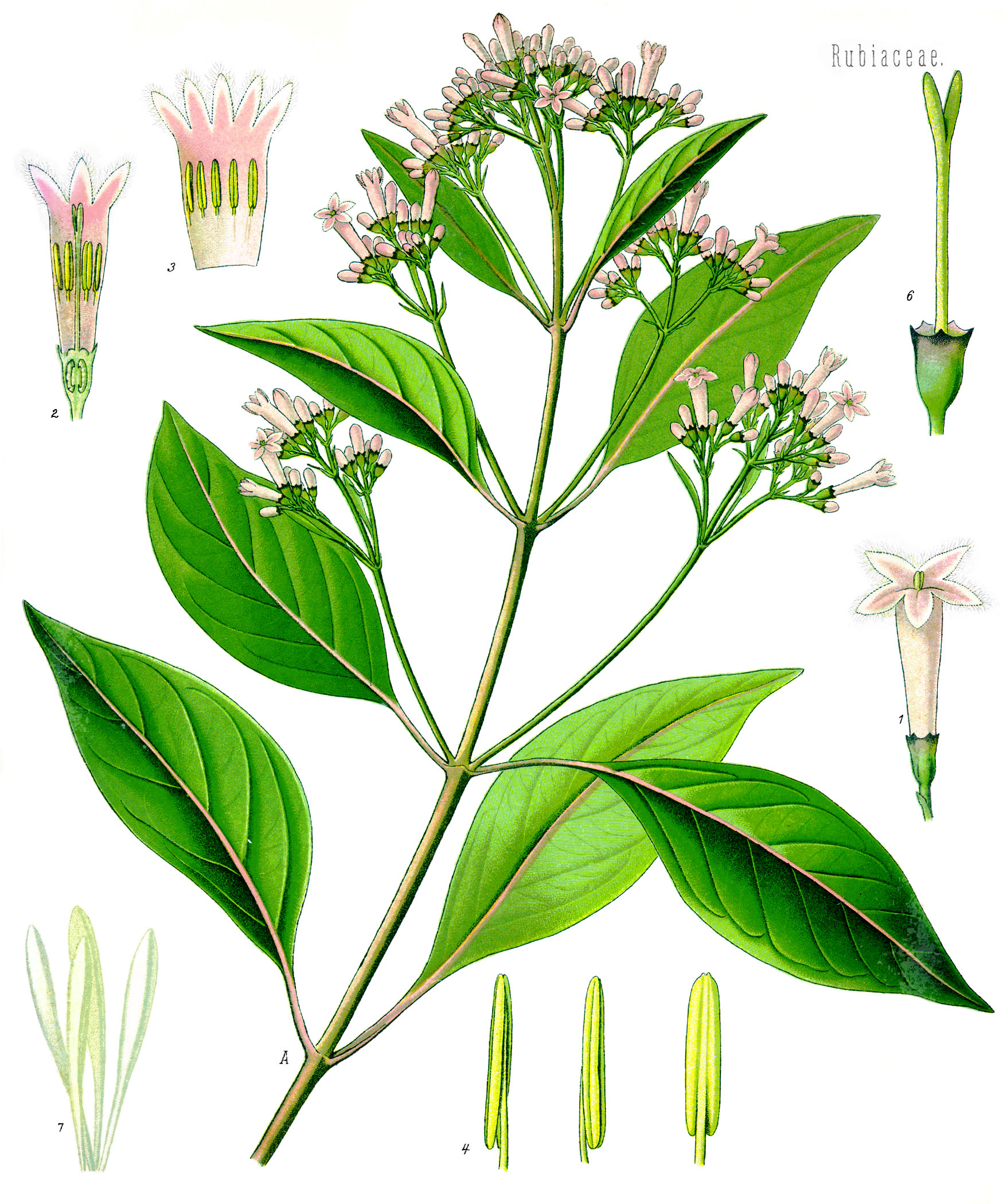
Cinchona pubescens "China".

## Descripción
El árbol de la quina puede ser reconocida dentro de su género por sus hojas que son generalmente más agudas en el ápice y tienen la domatia predominantemente en la porción basal (proximal), la extremidad del cáliz muy profundamente lobulado, y sus frutos con paredes de textura bastante gruesa; mientras en Cinchona calisaya las hojas en su mayoría son obtusas a redondeadas en el ápice y con las domatias en su mayoría que se encuentran en la parte superior, la extremidad del cáliz superficialmente lobulada, y sus frutos con paredes parecidas al papel. Cinchona officinalis es una de las pocas especies de este género que Andersson ha diagnosticado como que tienen siempre hoyo de domatias en las hojas.

Quinidina

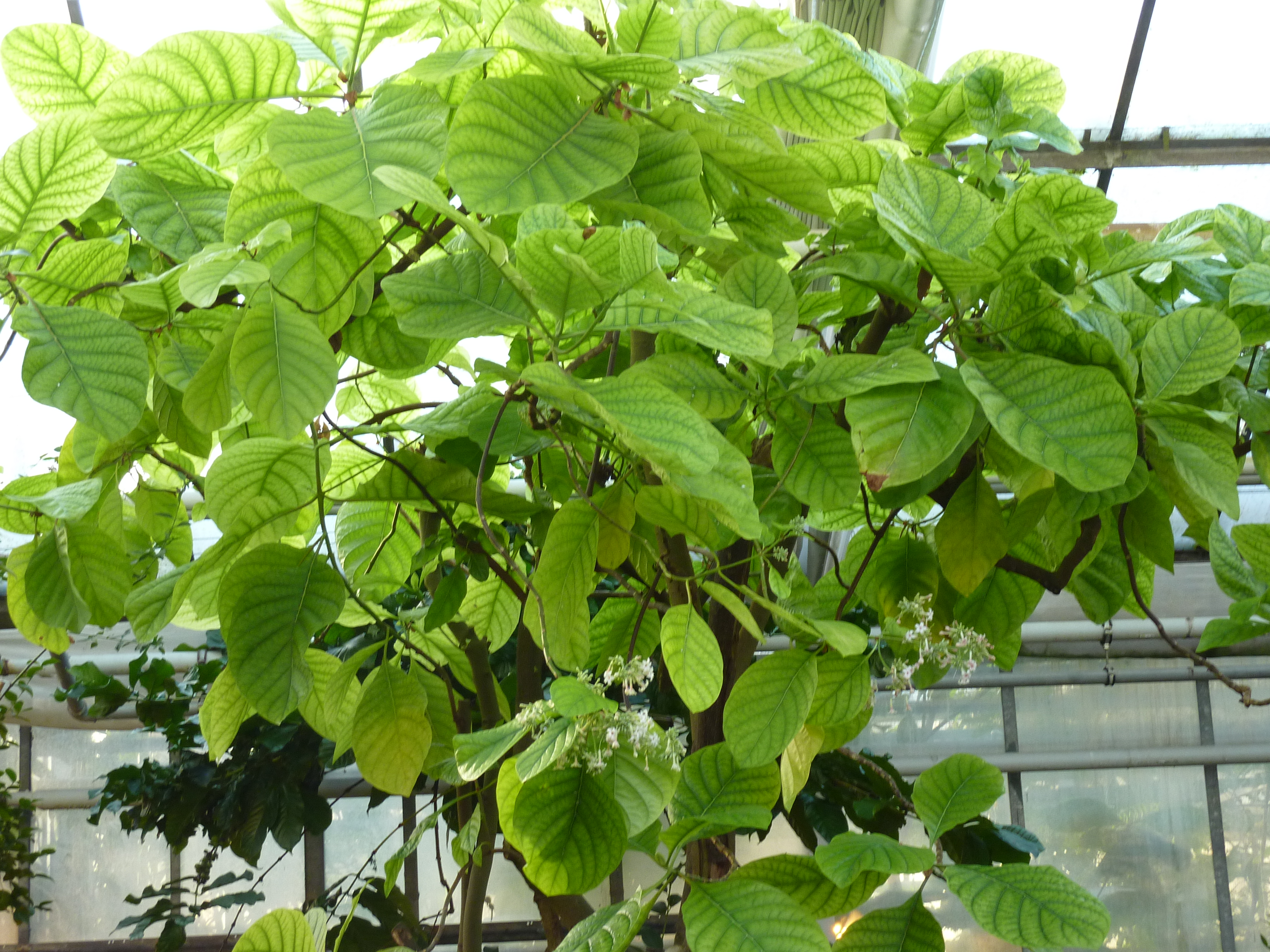
Vista de la planta

## Orígenes
Su corteza la quina era utilizada por culturas precolombinas de Perú, Colombia, Ecuador y Venezuela como medicamento, antes de la llegada de los europeos al Nuevo Mundo. Sus virtudes fueron reconocidas en Europa en 1631, fecha en que fue llevada por el jesuita Alonso Messia Venegas a Roma, enviado por el primer farmacéutico del Colegio Máximo de San Pablo de Lima, el jesuita italiano Agustino Salumbrino quien había observado en el Perú su uso para eliminar tembladeras; luego fue difundida y comercializada por los jesuitas e importada oficialmente por Francia. Durante la segunda mitad del siglo XVIII se realizaron estudios botánicos de varias especies y variedades de quino, incluidas en el género biológico Chinchona o Cinchona, porque parece que curó a Francisca Enríquez de Ribera, esposa del virrey del Perú, condesa de Chinchón consorte. Por este nombre se la conoció desde mediados del siglo XVIII, cuando el naturalista sueco Carlos Linneo hizo su clasificación científica. Algunos consideran a la corteza de cheta como nombre originario de la quina, “la más importante planta medicinal de ultramar”, que según estas versiones habría sido descubierta a comienzos del siglo XVII en el Virreinato del Perú, Corregimiento de Loja, cerca del pueblo de Malacatos, hoy Ecuador.

### La importancia de la Quina en Ecuador
La gente de Malacatos y Loja, la ciudad más austral de Ecuador, "conocían, al parecer desde siempre, la virtud de la quina y gracias a ella estaban sanos". Pero desde mediados del siglo XVII se conocieron en Europa sus propiedades curativas.  La corteza se impuso como remedio y febrífugo absoluto.  La corteza milagrosa de quina o cascarilla se vendía a precio de oro y comenzó a ser demandada cada vez más, llegando a la sobreexplotación intensa de la cascarilla, por lo que estuvo en peligro de extinción.
Varios científicos hicieron estudios sobre la quina en tierras ecuatorianas.  Charles Marie de La Condamine llega a Ecuador en 1739 con la Misión Geodésica Francesa, se traslada a Loja donde estudia los bosques de Cajanuma y envía una muestra botánica a Carlos Líneo quien la clasifica como Cinchona officinalis.  Luego el ilustrado Eugenio Espejo publica un libro sobre la conservación de la planta, su manejo, recolección y corte, preocupado ya por la sobreexplotación que estaban sufriendo los ejemplares de quino en Loja.  A partir de 1802, el científico alemán Alexander Von Humboldt estudia la quina, encontrando que según él la mejor es la variedad roja de Loja a la cual clasifica como Cinchona succirubra.  Años más tarde el geobotánico Misael Acosta Solís en 1944 publica el documento "Historia de las exploraciones cinchoneras en el Ecuador" y un año más tarde Acosta Solís publica también "Cinchonas del Ecuador" en donde trata de generar una conciencia sobre el buen manejo de la planta y una visión conservacionista de la quina.  Un fragmento de su obra define las ideas de Acosta Solís: 

Si se sigue con la destrucción que se practica actualmente en los bosques, tendrá que lamentar muy pronto el país, no solo por la pérdida económica, sino también por los trastornos biológicos, climáticos y edáficos del hábitat ejemplos de tales afirmaciones tenemos a lo largo de toda la Sierra ecuatoriana, cuyas laderas y llanos presentan caracteres de asentuado xerofitismo, aunque con algunas excepciones

El quino tuvo tres momentos importantes de explotación en Ecuador, el primero desde 1633 cuando desde Loja Loja se enviaba hacia Cuenca, Guayaquil, Paita, la corteza del árbol para su comercialización.  El Corregimiento de Cuenca era parte de la Real Audiencia de Quito, en lo que hoy es la República de Ecuador.  La segunda época surge a partir de 1850 en la ya época republicana de Ecuador a raíz de la creación de la Provincia del Azuay, cuya capital es Cuenca.  Con la aparición de plantaciones en las colonias inglesas de India y Java, esta época de esplendor cae en la zona austral de Ecuador.  El tercer momento de esplendor de la quina en Ecuador corresponde a la Segunda Guerra Mundial, pues desde 1941 ejércitos de varias naciones se desplazaron a zonas tropicales como el sudeste asiático y el Pacífico, dónde eran frecuentes las afecciones por paludismo o malaria.

### La quina y Perú
Sobre el famoso árbol de la quina en una publicación científica y epitómica se puede leer

"QUINA (Bot.:Cinchona spp.): árbol o arbusto  originario del Perú. Pertenece a la familia de la Rubiáceas. Comprende 17 especies afines. La quina o cascarilla, incluida simbólicamente en el escudo nacional como símbolo de la riqueza natural, es característica en la flora de la ceja de montaña, hasta niveles superiores a los 2000 m.s.n.m.[...] y de su corteza se obtiene una sustancia llamada quinina, a cuyas virtudes febrífugas se debe que la planta fuera considerada uno de los mayores tesoros de América."

El quino casi ha desaparecido de la región. Pocos lo han visto en estado natural e incluso a los más nacionalistas les costaría reconocerlo lo que revela lo poco que se sabe del símbolo que representa la diversidad botánica del país. “Hay quienes creen que es un manzano, un eucalipto o incluso un arbusto de coca”, dice Gómez, quien trabaja en el Instituto de Innovación Agraria de Perú (INIA) tratando de recuperar al quino que a veces es confundida con la quinua.

### Expansión y desarrollo
Una versión indica que en 1852 los Países Bajos neerlandeses llevaron semillas de quino a Isla de Java y establecieron plantaciones. Otra versión atribuye al inglés Clements Markham el haber llevado al Asia semillas de la quino en las que llegaron a desarrollar una gran agroindustria, que suministró materia prima a la industria farmacéutica internacional, hasta que Japón ocupó las plantaciones durante la II Guerra Mundial. Para contrarrestar la ocupación de Indonesia por los japoneses, Estados Unidos fomentó las plantaciones en Sudamérica y Costa Rica, así como la producción de medicamentos sintéticos contra el paludismo, los cuales posteriormente han llegado a sustituir masivamente a la quina en el tratamiento del paludismo, pese a lo cual, la quina o los fármacos con quinina, aun son medicamentos de elección para los tratamientos contra las infecciones del Plasmodium falciparum.

## Taxonomía
Cinchona officinalis fue descrita por Carlos Linneo y publicado en Species Plantarum 1: 172. 1753.
Sinonimia
- Cascarilla officinalis (L.) Ruiz
- Cinchona academica Guibourt
- Cinchona chahuarguera Pav.
- Cinchona coccinea Pav. ex DC.
- Cinchona colorata Lambert
- Cinchona condaminea Bonpl.
- Cinchona crispa Tafalla ex Howard
- Cinchona lancifolia var. lanceolata Roem. & Schult.
- Cinchona legitima Ruiz ex Lamb.
- Cinchona lucumifolia var. stupea Wedd.
- Cinchona macrocalyx var. obtusifolia Pavón ex DC.
- Cinchona macrocalyx var. uritusinga Pav. ex DC.
- Cinchona palton Pav.
- Cinchona peruviana Mutis
- Cinchona suberosa Pav. ex Howard
- Cinchona uritusinga Pav. ex Howard
- Hindsia subandina Krause
- Quinquina officinalis (L.) Kuntze
- Quinquina palton (Pav.) Kuntze[10]

## Importancia económica y cultural

### Propiedades
Cinchona officinalis es una planta medicinal, una de las varias especies de Cinchona utilizadas para la producción de quinina, que es un agente contra la fiebre. Es especialmente útil en la prevención y tratamiento de la malaria. Cinchona calisaya es el árbol más cultivado para la producción de quinina.
La quina es un medicamento febrífugo, tónico y antiséptico. Se emplea principalmente como tónica en forma de polvo, extracto, tintura, jarabe, vino, etc.; y al exterior en infusión o cocimiento para el lavado de heridas y úlceras.
Contiene diversos alcaloides, de los cuales los más abundantes e importantes son cuatro, todos útiles como antipalúdicos y empleados colectivamente para preparar la totaquina. Estos son: quinina, quinidina, cinchonina y cinchonidina. Aparte de alcaloides, posee también principios astringentes (taninos proantocianidoles dímeros y trímenos) y otros compuestos como ácidos orgánicos (ácido quinotánico, rojo cincónico) o compuestos terpénicos que intervienen en su amargor.

### Otros usos
La quina constituye una de las materias primas empleadas en la fabricación de la bebida tónica y medicinal denominada amargo de Angostura, desarrollada por Johann Gottlieb Benjamin Siegert a comienzos del siglo XIX en Angostura del Orinoco, después rebautizada como Ciudad Bolívar, una de las grandes urbes de la cuenca del Orinoco. 
Mientras traducía el Tratado de William Cullen A Treatise on the Materia Medica, Samuel Hahnemann descubrió que la corteza del árbol del género Cinchona, era efectiva para el tratamiento del paludismo.

## Símbolo

Quina en el escudo de Perú.

El árbol de la quina forma parte del Escudo del Perú, representando las riquezas vegetales de ese país. También es el árbol nacional del Perú.

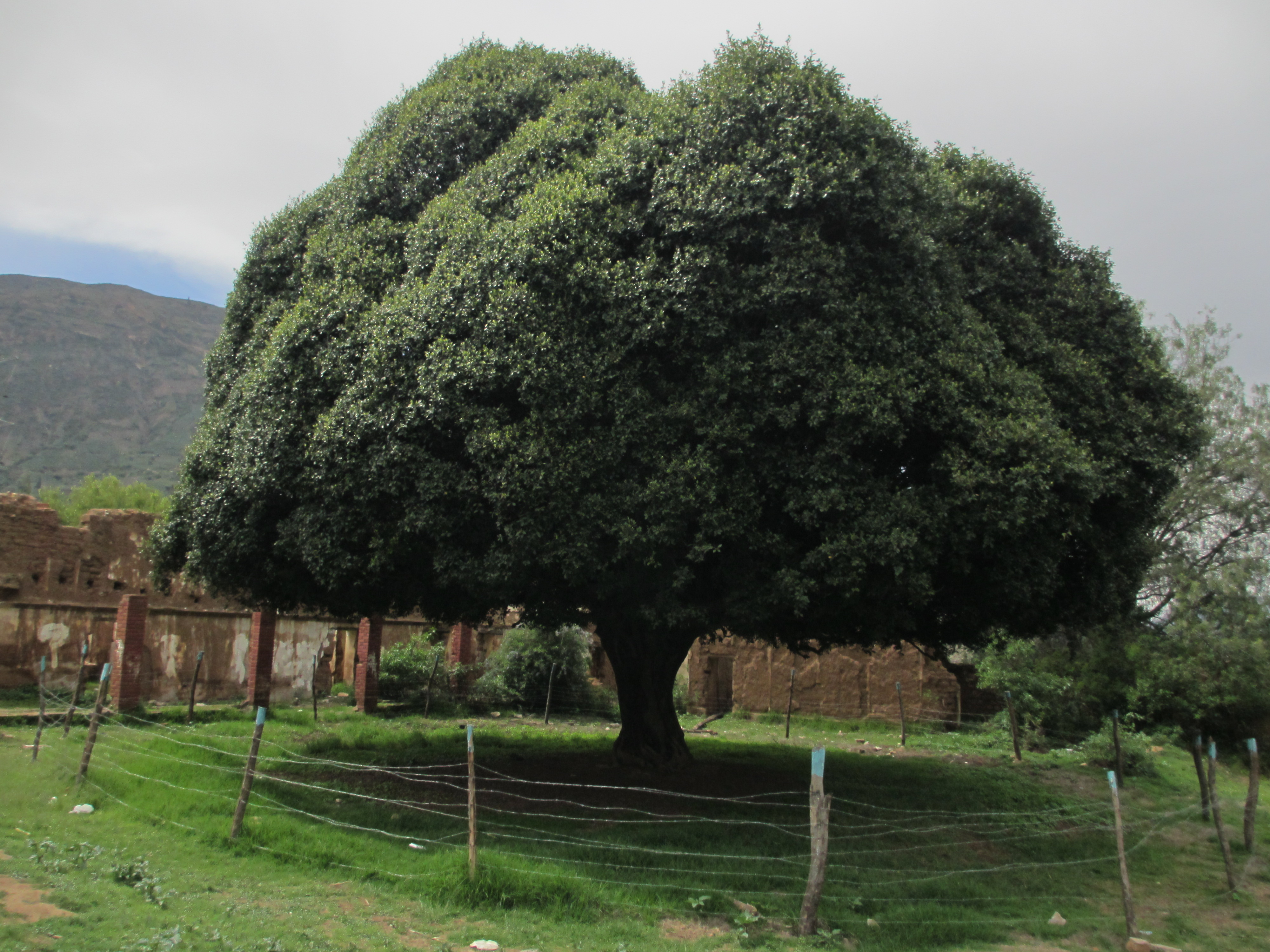
Arbusto Ficus en la provincia de Carhuaz asociando en redes sociales con el género Cinchona como parte del símbología nacional del Perú.

## Nombres comunes
- cascarilla amarilla fina del rey; cascarilla chahuarguera; cascarilla colorada fina del rey; cascarilla crespilla negra; cascarilla fina de Loja amarilla, gris, parda o verdadera; cuarango del Perú; quina de Loja; quina fina de Loja amarilla, gris, parda o verdadera; quino oficinal.[14]